# جون إي. إرفينغ
جون إي. إرفينغ هو شخصية أعمال كندي، ولد في 1932 في نيو برونزويك في كندا، وتوفي في 21 يوليو 2010 في سانت جون في كندا.